# Xuân Trường, Ninh Bình
	Xuân Trường		là một xã thuộc tỉnh Ninh Bình, Việt Nam. Trụ sở xã nằm cách phường Hoa Lư - trung tâm tỉnh lỵ Ninh Bình 44 km về phía Đông.		
Theo Nghị quyết số 1674/NQ-UBTVQH15 ngày 16/6/2025 về sắp xếp các đơn vị hành chính cấp xã của tỉnh Ninh Bình năm 2025, 	sắp xếp thị trấn Xuân Trường và các xã Xuân Phúc, Xuân Ninh, Xuân Ngọc thành xã mới có tên gọi là xã Xuân Trường.	
Xã Xuân Trường	có diện tích:	33,29	km², 	dân số:	71.656	người, mật độ dân số: 	2152	người/km². 	
Đây là đơn vị có diện tích xếp thứ:	26	, số dân xếp thứ: 	3	và mật độ dân số xếp thứ: 	7	trong số 129 xã, phường ở Ninh Bình.
Xã này nằm trên Quốc lộ 21, Đường cao tốc Ninh Bình – Hải Phòng, và cũng là nơi có sông Ninh Cơ chảy qua.